# Коста (Тренто)
Коста (итал. Costa) је насеље у Италији у округу Тренто, региону Трентино-Јужни Тирол.
Према процени из 2011. у насељу је живело 94 становника. Насеље се налази на надморској висини од 752 м.